# Бойн (річка)
Бойн (ірл. Abhainn na Bóinne) — річка в провінції Ленстер в Ірландії. Довжина русла 112 кілометрів. Впадає до Ірландського моря в районі міста Дрогеда.

## Історичне значення
В долині річки розташовано безліч історичних пам'яток, в тому числі Бру-на-Бойн. Також у долині річки відбулась головна битва ірландської історії під час Вільямітської війни.

## Економічне значення
Навігація проходила численними каналами, паралельними до річки. Нині проводяться роботи з відновлення судноплавства. У Бойні водиться лосось і пструг.

## Галерея

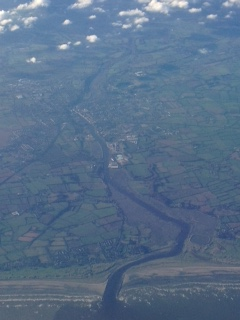
Вид на Бойнський лиман і місто Дрогеда
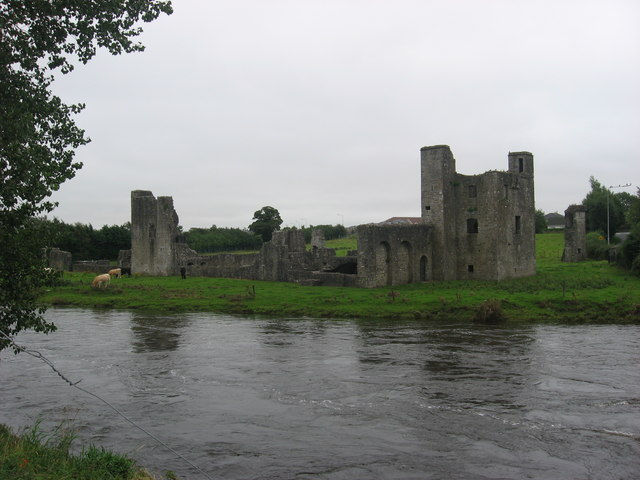
Бойн у Трімі
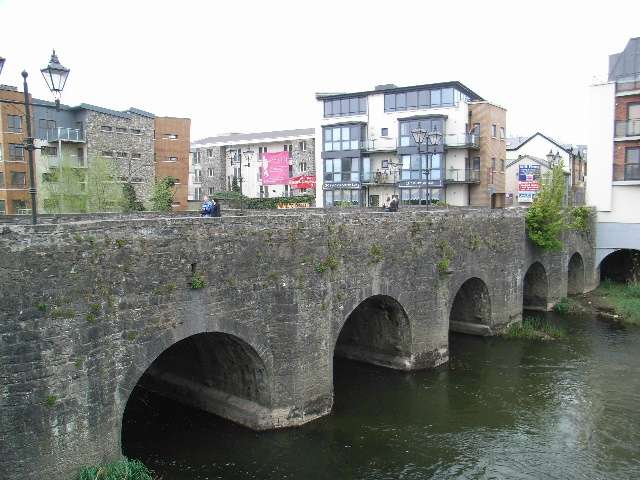
Бойн у Нейвені
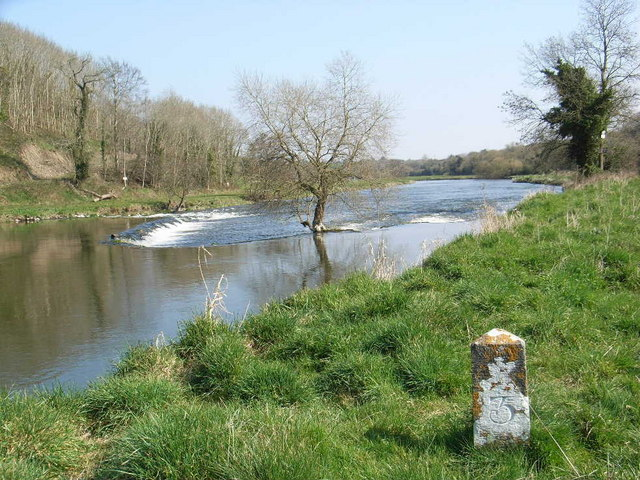
Бойн біля Стекаллена
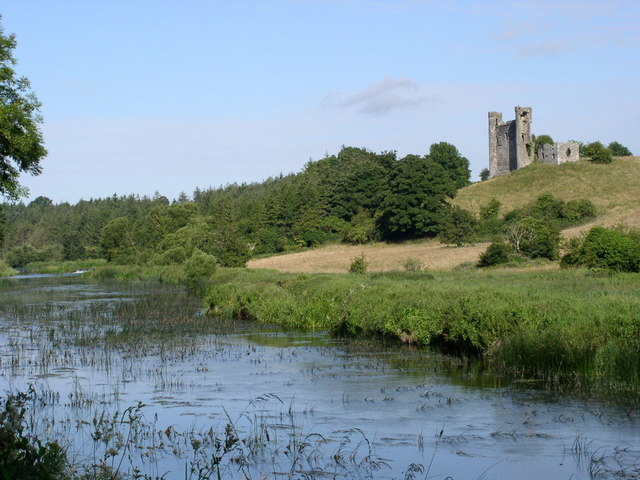
Річка Бойн у замку Данмое
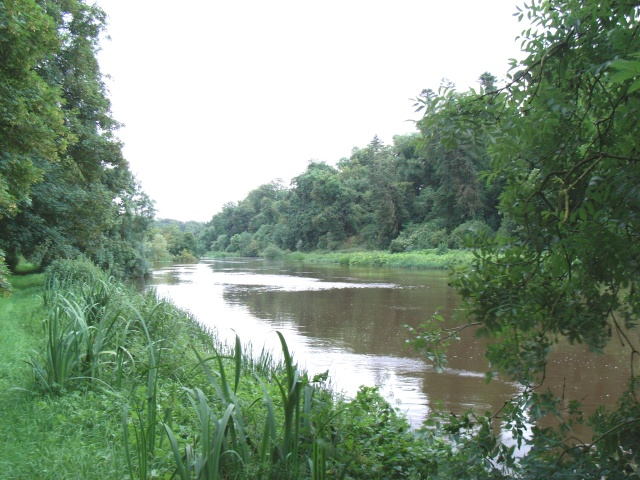
Верхня течія річки
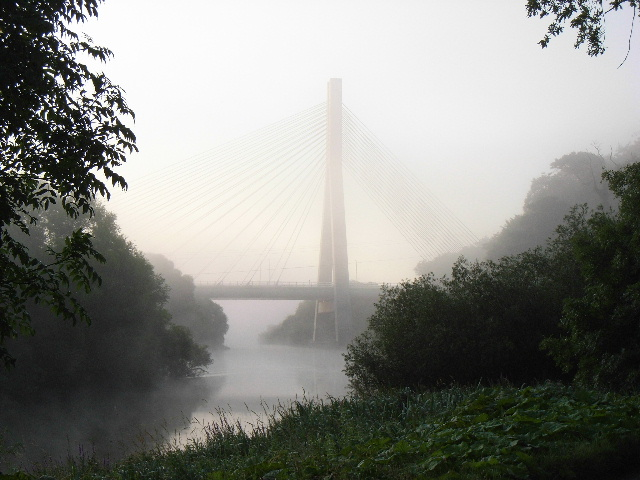
Міст через Бойн у Дрогеді
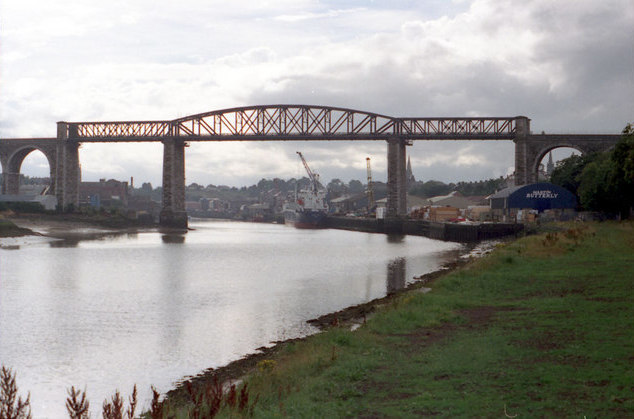
Віадук на річці Бойн
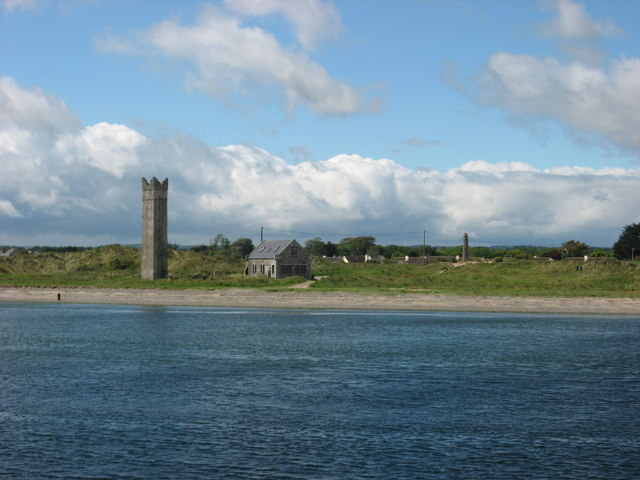
Бойн у Морнінгтоні
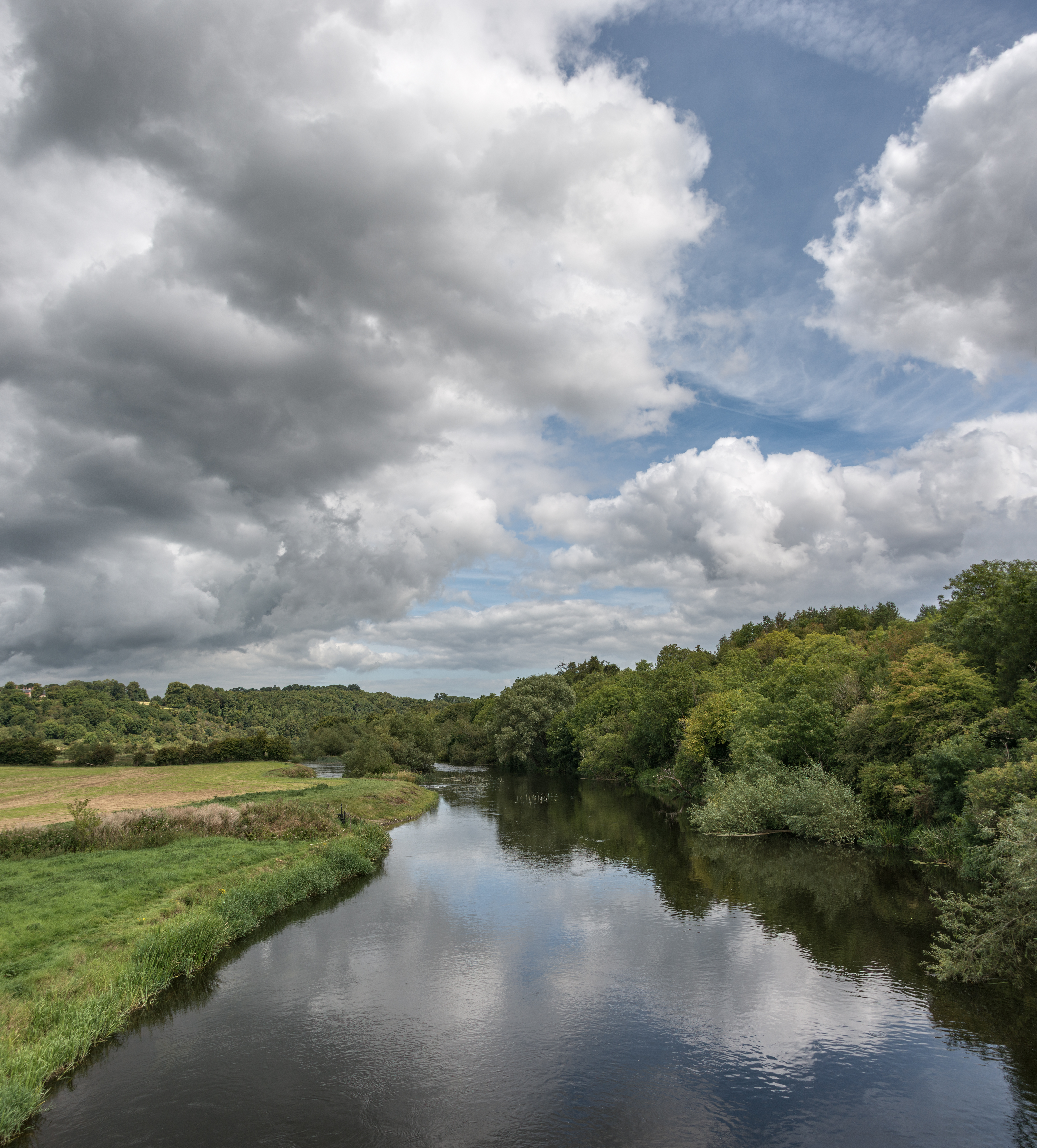
Бру-на-Бойн
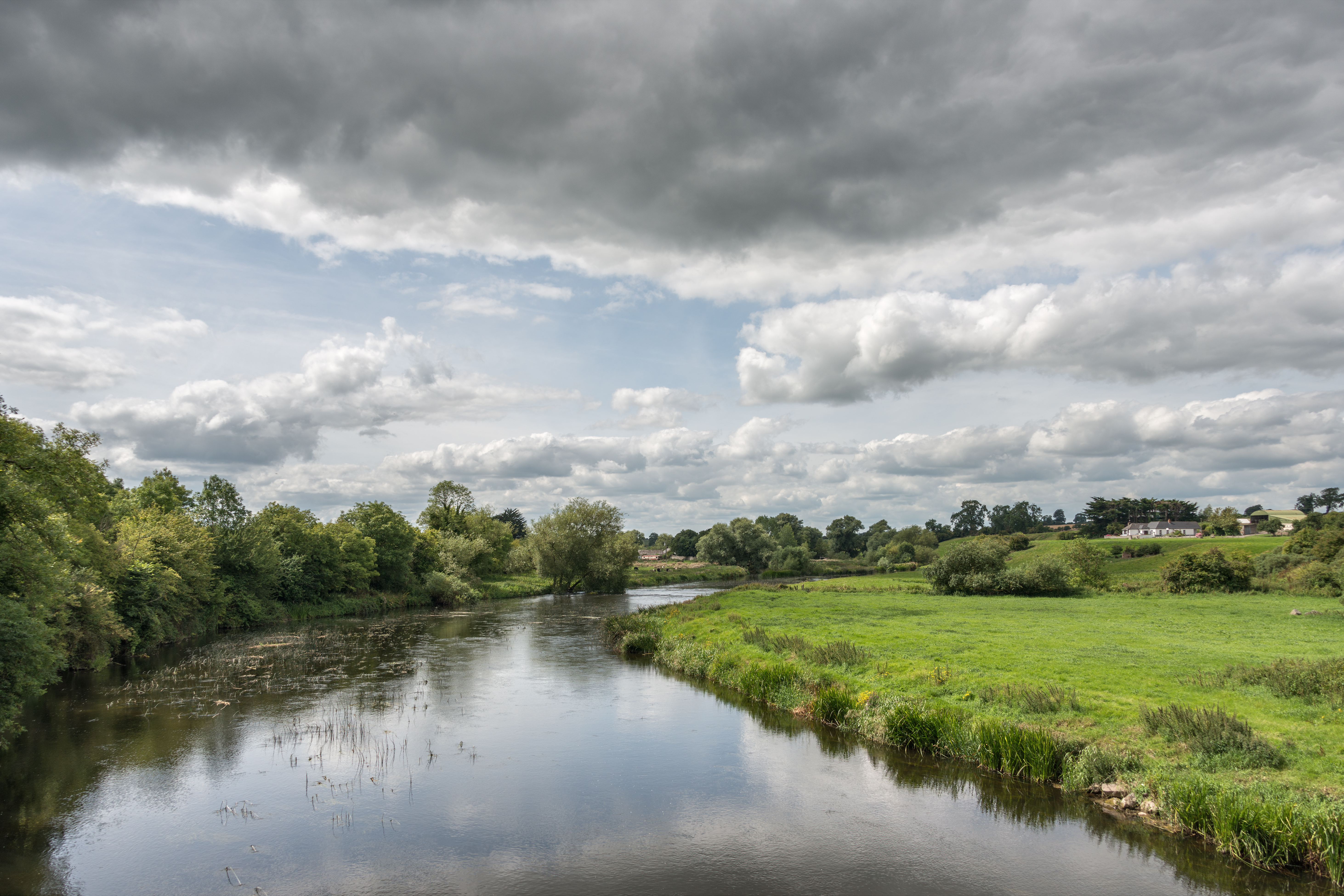
Бру-на-Бойн